# بيتر شتراوب (سياسي)
بيتر شتراوب هو قانوني وسياسي ألماني، ولد في 8 سبتمبر 1939 في فالدزهوت-تينغن في ألمانيا. نشط حزبياً في الاتحاد الديمقراطي المسيحي. وقد انتخب عضو مجلس الشورى الموحد بادن فورتمبيرغ ‏.

## وصلات خارجية
- بيتر شتراوب على موقع مونزينجر (الألمانية)